# Associazione Calcio Brescia 1957-1958
Questa pagina raccoglie le informazioni riguardanti l'Associazione Calcio Brescia nelle competizioni ufficiali della stagione 1957-1958.

## Stagione
Nella stagione 1957-58 il Brescia ha disputato il campionato di Serie B, con 35 punti si è piazzata in ottava posizione di classifica nel torneo vinto dalla Triestina davanti al Bari, entrambe promosse in Serie A, i giuliani diretti, il Bari avendo vinto gli spareggi con il Verona, penultimo nella massima serie.
Nella storia del Brescia questa stagione, terminata all'ottavo posto, sarà ricordata come quella del "Quintetto Primavera": cinque giovani talenti che l'allenatore Osvaldo Fattori schiera nell'attacco delle Rondinelle formato da: Ulderico Sacchella, Fermo Favini, Enrico Nova, Eugenio Bersellini e un "gnaro" di Porta Milano, Remo Vigni. In cinque non raggiungono i cento anni ma incantano per classe, affiatamento e velocità. Sono anche chiamati i "Carlino's Boys" ovvero i ragazzi del presidente Carlino Beretta. 
Tra i nuovi acquisti, il Brescia schiera anche Pietro Grosso, acquistato dal Torino. Tuttavia, egli riesce a disputare solo due incontri prima di restare vittima di un fatale incidente stradale nei pressi di Verona. 
Dopo un discreto inizio di campionato il Brescia paga dazio con tanta gioventù in campo, ed incappa in sette sconfitte di fila che condizionano il torneo delle Rondinelle, relegandole all'ottavo posto finale.

## Rosa
| N. |                   | Ruolo | Calciatore       |
| -- | ----------------- | ----- | ---------------- |
|    | Italia (bandiera) | P     | Luigi Balzarini  |
|    | Italia (bandiera) | P     | Giuseppe Albani  |
|    | Italia (bandiera) | P     | Nicola Bondaschi |
|    | Italia (bandiera) | D     | Giuseppe Barucco |
|    | Italia (bandiera) | D     | Luigi Gorlani    |
|    | Italia (bandiera) | D     | Guido Grainer    |
|    | Italia (bandiera) | D     | Luigi Lenzi      |
|    | Italia (bandiera) | D     | Piero Provezza   |
|    | Italia (bandiera) | D     | Franco Raimondi  |
|    | Italia (bandiera) | D     | Cesare Zamboni   |
|    | Italia (bandiera) | C     | Osvaldo Fattori  |

| N. |                   | Ruolo | Calciatore         |
| -- | ----------------- | ----- | ------------------ |
|    | Italia (bandiera) | C     | Fermo Favini       |
|    | Italia (bandiera) | D     | Paolo Gatti        |
|    | Italia (bandiera) | C     | Pietro Grosso †    |
|    | Italia (bandiera) | C     | Maino Neri         |
|    | Italia (bandiera) | C     | Faustino Turra     |
|    | Italia (bandiera) | A     | Eugenio Bersellini |
|    | Italia (bandiera) | A     | Dante Crippa       |
|    | Italia (bandiera) | A     | Enrico Nova        |
|    | Italia (bandiera) | A     | Enrico Pagliari    |
|    | Italia (bandiera) | A     | Ulderico Sacchella |
|    | Italia (bandiera) | A     | Remo Vigni         |

## Risultati

### Serie B

#### Girone di andata
| Arbitro: | De Marchi (Pordenone) |

|           |           |  |
| Bissi 21’ | Marcatori |  |

| Arbitro: | Ubezio (Novara) |

|                                      |           |               |
| Sacchella 37’ Pagliari 44’ Vigni 82’ | Marcatori | 62’ Voltolina |

| Arbitro: | Baldassare (Udine) |

|                |           |                |
| Mattavelli 18’ | Marcatori | 83’ Bersellini |

| Arbitro: | Famulari (Messina) |

|                                                     |           |               |
| Favini 25’ Bersellini 39’ (rig.) Nova 44’ Vigni 47’ | Marcatori | 56’ Scarascia |

| Arbitro: | Gambarotta (Genova) |

|                                |           |  |
| Giammarinaro 20’ Redegalli 70’ | Marcatori |  |

| Arbitro: | Ubezio (Novara) |

|                 |           |          |
| Erba 82’ (rig.) | Marcatori | 73’ Neri |

| Arbitro: | De Marchi (Pordenone) |

|                                                        |           |  |
| Vigni 19’, 60’ Favini 41’ Sacchella 58’ Bersellini 88’ | Marcatori |  |

| Arbitro: | Baldassarre (Udine) |

|  |           |             |
|  | Marcatori | 89’ Nattino |

| Arbitro: | Famulari (Messina) |

|           |           |                     |
| Frasi 55’ | Marcatori | 17’ Favini 75’ Nova |

| Arbitro: | Liverani (Torino) |

|                         |           |  |
| Sacchella 22’ Vigni 54’ | Marcatori |  |

| San Benedetto del Tronto 24 novembre 1957 11ª giornata | Sambenedettese   | 0 – 0 | Brescia | Stadio Fratelli Ballarin\| Arbitro: \| Menchini (Udine) \| |
| Arbitro:                                               | Menchini (Udine) |       |         |                                                            |

| Arbitro: | Basciu (Genova) |

|          |           |  |
| Nova 36’ | Marcatori |  |

| Arbitro: | Moriconi (Roma) |

|                               |           |  |
| Favini 57’ Nova 63’ Vigni 76’ | Marcatori |  |

| Arbitro: | Gambarotta (Genova) |

|                                               |           |          |
| Mosca 39’ Rovatti 41’ Busato 65’ Biagioli 83’ | Marcatori | 73’ Nova |

| Arbitro: | Smorto (Reggio Calabria) |

|             |           |               |
| Manzino 79’ | Marcatori | 52’ Sacchella |

| Arbitro: | Zaza (Molfetta) |

|                                                |           |           |
| Zamboni 33’ Pagliari 50’ Bersellini 56’ (rig.) | Marcatori | 1’ Alessi |

| Arbitro: | Menchini (Udine) |

|  |           |                                                   |
|  | Marcatori | 17’ Bersellini 34’ Favini 56’ Sacchella 60’ Vigni |

#### Girone di ritorno
| Arbitro: | Rebuffo (Milano) |

|                |           |           |
| Bersellini 30’ | Marcatori | 47’ Bissi |

| Arbitro: | Famulari (Messina) |

|                                 |           |                |
| D'Odorico 28’ Dell'Omodarme 47’ | Marcatori | 80’ Bersellini |

| Arbitro: | Garnaschelli (Pavia) |

|                   |           |                                     |
| Sacchella 8’, 36’ | Marcatori | 14’, 33’ Fraschini 72’ Carminati II |

| Arbitro: | Ubezio (Novara) |

|             |           |  |
| Ponzoni 18’ | Marcatori |  |

| Arbitro: | Genel (Trieste) |

|  |           |            |
|  | Marcatori | 71’ Zessar |

| Arbitro: | Adami (Roma) |

|             |           |                                             |
| Provezza 1’ | Marcatori | 27’ (rig.) Mazzoni 87’ Bretti 90’ Farinelli |

| Arbitro: | De Robbio (Torre Annunziata) |

|                                          |           |  |
| Meanti 3’, 84’ Bortoletto 34’ Congiu 57’ | Marcatori |  |

| Arbitro: | Babini (Ravenna) |

|                       |           |  |
| Colla 62’ Loranzi 65’ | Marcatori |  |

| Arbitro: | Maurelli (Roma) |

|            |           |           |
| Favini 13’ | Marcatori | 80’ Rossi |

| Trieste 6 aprile 1958 27ª giornata | Triestina        | 0 – 0 | Brescia | Stadio Comunale\| Arbitro: \| Babini (Ravenna) \| |
| Arbitro:                           | Babini (Ravenna) |       |         |                                                   |

| Arbitro: | Ubezio (Novara) |

|                                        |           |  |
| Nova 16’, 24’ Favini 28’ Sacchella 72’ | Marcatori |  |

| Catania 20 aprile 1958 29ª giornata | Catania      | 0 – 2 A Tav. | Brescia | Stadio Cibali\| Arbitro: \| Vanni (Pisa) \| |
| Arbitro:                            | Vanni (Pisa) |              |         |                                             |

| Arbitro: | Grillo (Afragola) |

|                           |           |  |
| Sandri 13’ Vicariotto 57’ | Marcatori |  |

| Arbitro: | Smorto (Reggio Calabria) |

|                       |           |  |
| Bersellini 51’ (rig.) | Marcatori |  |

| Arbitro: | Baldassarre (Udine) |

|            |           |  |
| Crippa 49’ | Marcatori |  |

| Arbitro: | Babini (Ravenna) |

|  |           |               |
|  | Marcatori | 85’ Sacchella |

| Arbitro: | Sebastio (Taranto) |

|  |           |              |
|  | Marcatori | 23’ Bonacchi |

### Girone D
| Arbitro: | De Marchi (Pordenone) |

|                       |           |                  |
| Bersellini 54’ (rig.) | Marcatori | 29’ Valentinuzzi |

| Arbitro: | Baldassarre (Udine) |

|                                           |           |  |
| Calegari 17’ Canella 54’, 57’ Cicogna 64’ | Marcatori |  |

| Arbitro: | Ubezio (Novara) |

|                     |           |          |
| Favini 40’ Nova 85’ | Marcatori | 90’ Moro |

| Arbitro: | Babini (Ravenna) |

|  |           |          |
|  | Marcatori | 57’ Nova |

| Arbitro: | Gambarotta (Genova) |

|               |           |             |
| Bertolini 12’ | Marcatori | 9’ Calegari |

| Arbitro: | Maurelli (Roma) |

|                                    |           |           |
| Brighenti 20’, 80’ Moro 65’ (rig.) | Marcatori | 9’ Favini |

## Statistiche

### Statistiche di squadra
| Competizione | Punti | In casa | In casa | In casa | In casa | In casa | In casa | In trasferta | In trasferta | In trasferta | In trasferta | In trasferta | In trasferta | Totale | Totale | Totale | Totale | Totale | Totale | DR  |
| Competizione | Punti | G       | V       | N       | P       | Gf      | Gs      | G            | V            | N            | P            | Gf           | Gs           | G      | V      | N      | P      | Gf     | Gs     | DR  |
| ------------ | ----- | ------- | ------- | ------- | ------- | ------- | ------- | ------------ | ------------ | ------------ | ------------ | ------------ | ------------ | ------ | ------ | ------ | ------ | ------ | ------ | --- |
| Serie B      | 35    | 17      | 10      | 2       | 5       | 32      | 14      | 17           | 4            | 5            | 8            | 14           | 22           | 34     | 14     | 7      | 13     | 46     | 36     | +10 |
| Coppa Italia | 6     | 3       | 1       | 2       | 0       | 4       | 3       | 3            | 1            | 0            | 2            | 2            | 7            | 6      | 2      | 2      | 2      | 6      | 10     | -4  |
| Totale       |       | 20      | 11      | 4       | 5       | 36      | 17      | 20           | 5            | 5            | 10           | 16           | 29           | 40     | 16     | 9      | 15     | 52     | 46     | +6  |

### Statistiche dei giocatori
| Giocatore      | Serie B  | Serie B | Coppa Italia | Coppa Italia | Totale   | Totale |
| Giocatore      | Presenze | Reti    | Presenze     | Reti         | Presenze | Reti   |
| -------------- | -------- | ------- | ------------ | ------------ | -------- | ------ |
| G. Albani      | 10       | -6      | 6            | -10          | 16       | -16    |
| L. Balzarini   | 23       | -27     | -            | -            | 23       | -27    |
| G. Barucco     | 4        | 0       | 1            | 0            | 5        | 0      |
| E. Bersellini  | -        | -       | 1            | 1            | 1        | 1      |
| F. Bertolini   | -        | -       | 4            | 1            | 4        | 1      |
| Buizza         | -        | -       | 1            | 0            | 1        | 0      |
| N. Bondaschi   | 1        | -3      | -            | -            | 1        | -3     |
| Civelli        | -        | -       | 1            | 0            | 1        | 0      |
| D. Crippa      | 8        | 1       | 6            | 0            | 14       | 1      |
| E. De Giovanni | -        | -       | 4            | 0            | 4        | 0      |
| Dezzi          | -        | -       | 1            | 0            | 1        | 0      |
| O. Fattori     | 9        | 0       | -            | -            | 9        | 0      |
| F. Favini      | 33       | 7       | 6            | 2            | 39       | 9      |
| P. Gatti       | 3        | 0       | -            | -            | 3        | 0      |
| R. Gelio       | -        | -       | 3            | 0            | 3        | 0      |
| L. Gorlani     | 16       | 0       | 3            | 0            | 19       | 0      |
| G. Grainer     | 8        | 0       | 1            | 0            | 9        | 0      |
| P. Grosso      | 2        | 0       | -            | -            | 2        | 0      |
| L. Lenzi       | 30       | 0       | 6            | 0            | 36       | 0      |
| M. Neri        | 27       | 1       | 1            | 0            | 28       | 1      |
| E. Nova        | 29       | 7       | 5            | 2            | 34       | 9      |
| E. Pagliari    | 7        | 3       | -            | -            | 7        | 3      |
| P. Provezza    | 32       | 1       | 6            | 0            | 38       | 1      |
| F. Raimondi    | 8        | 0       | -            | -            | 8        | 0      |
| U. Ratti       | -        | -       | 2            | 0            | 2        | 0      |
| U. Sacchella   | 33       | 9       | 6            | 0            | 39       | 9      |
| F. Turra       | 3        | 0       | 1            | 0            | 4        | 0      |
| Vigallo        | -        | -       | 1            | 0            | 1        | 0      |
| R. Vigni       | 25       | 7       | -            | -            | 25       | 7      |
| C. Zamboni     | 32       | 2       | 6            | 0            | 38       | 2      |